# 나미수프군

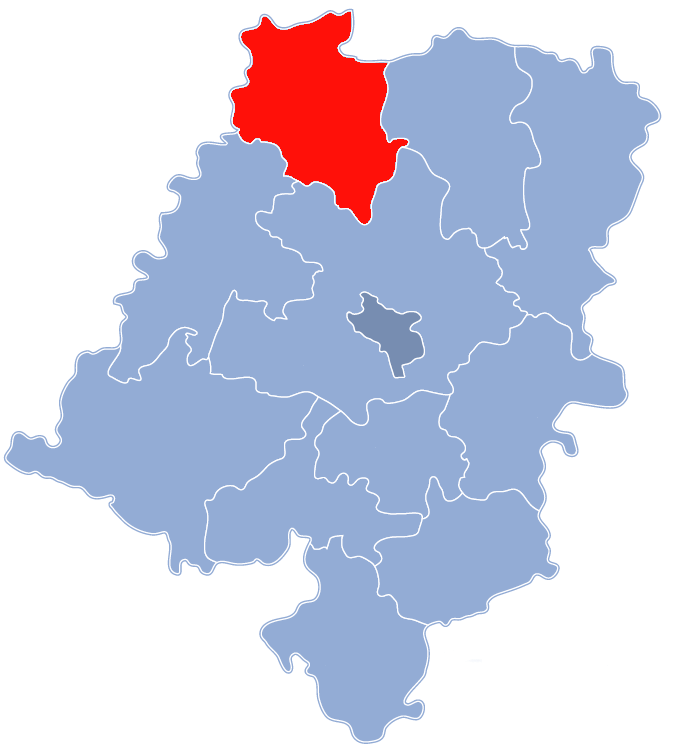
오폴레주 지도에 표시된 나미수프군의 위치

나미수프군(폴란드어: powiat namysłowski)은 폴란드 오폴레주에 위치한 군으로 군청 소재지는 나미수프이며 면적은 747.67km2, 인구는 42,692명(2019년 6월 30일 기준), 인구 밀도는 57명/km2이다.
북동쪽으로는 비엘코폴스카주 켕프노군, 동쪽으로는 클루치보르크군, 남쪽으로는 오폴레군, 남서쪽으로는 브제크군, 서쪽으로는 돌니실롱스크주 오와바군, 올레시니차군과 접한다. 5개 지방 자치체(1개 도시형 농촌, 4개 농촌)를 관할한다.

군기
군 문장